# Витуша (село)
Витуша — село в Сараевском районе Рязанской области России. Входит в состав Телятниковского сельского поселения.

## Географическое положение
Село расположено на берегу реки Витуша в 12 км на юг от центра поселения села Телятники и в 22 км на юг от райцентра посёлка Сараи.

## История
Первоначально в селе Витуши деревянная Николаевская церковь была построена в 1721 году, в 1808 году на ней была возобновлена кровля. В 1831 году князем Петром Сергеевичем Волконским началось строительство каменной Введенской церкви с приделами Никольским и Петропавловским, которое было окончено в 1839 году. 
В XIX — начале XX века село входило в состав Напольновской волости Сапожковского уезда Рязанской губернии. В 1906 году в селе было 112 дворов.
С 1929 года село являлось центром Витушинского сельсовета Сараевского района Рязанского округа Московской области, с 1937 года — в составе Рязанской области, с 2005 года — в составе Телятниковского сельского поселения.

## Население
| 1859 | 1897 | 1906 | 2010 |
| ---- | ---- | ---- | ---- |
| 762  | ↘680 | ↗765 | ↘160 |